# 카란디루
카란디루(Carandiru)는 브라질에서 제작된 헥터 바벤코 감독의 2003년 범죄, 드라마 영화이다. 루이즈 카를로스 바스콘셀로스 등이 주연으로 출연하였고 헥터 바벤코 등이 제작에 참여하였다.

## 출연

### 주연
- 루이즈 카를로스 바스콘셀로스
- 밀헴 코타즈

### 조연
- 밀톤 곤칼베스
- 이반 드 알메이다
- 에일톤 그라샤(포르투갈어판)
- 마리아 루이사 멘돈카
- 에이다 레이너(포르투갈어판)
- 로드리고 산토로
- 게로 카밀로

## 제작진
- 공동제작: 파비아노 쿨라네
- 공동제작: 프라비오 R. 탐벨리니
- 협력프로듀서: 다니엘 필호
- 미술: 클로비스 부에노